# 食べる通信
食べる通信（たべるつうしん）は、株式会社ポケットマルシェが発刊している食べもの付き情報誌である。

## 概要
2013年に、高橋博之が、“世なおしは、食なおし。”のコンセプトのもとNPO法人東北開墾を立上げ「東北食べる通信」を創刊した。2014年には、食べる通信の普及と多地域展開の促進を目的に「日本食べるリーグ」を創設した。「食べる通信」の発行を通じて一次産業や消費社会の課題を乗り越え、食を通じて都市と地方をつなぐ新しいコミュニティを生み出すことをミッションに掲げている。2020年5月1日より「食べる通信リーグ」の運営法人が、「一般社団法人日本食べる通信リーグ」から株式会社ポケットマルシェに移行した。

## 特徴
食のつくり手を特集した情報誌と彼らが収穫した食べものがセットで定期的に届く情報誌である。なお、「東北食べる通信」が日本初の食べ物つき情報誌とされる。

## 発刊地域
食べる通信は、北海道から九州まで日本各地の地域から発刊されている（2020年10月現在、国内36通信＋国外4通信の41通信以上、総創刊団体56）。編集団体によって内容・デザイン・発行頻度や価格は異なるが、つくる人と食べる人のココロをつなぐ今までにないサービスを生み出そうというコンセプトは共通している。
| 名称                                | 特集地域                       | 発行団体                          |
| ----------------------------------- | ------------------------------ | --------------------------------- |
| 東北食べる通信                      | 東北6県                        | 株式会社 ポケットマルシェ         |
| 旅する食べる通信                    | テーマ型                       | 有限会社 フルーヴ                 |
| 北海道食べる通信                    | 北海道                         | 株式会社 グリーンストーリープラス |
| 兵庫食べる通信                      | 兵庫県                         | 株式会社 兵庫食べる通信           |
| 高校生が伝えるふくしま食べる通信]   | 福島県                         | 一般社団法人 あすびと福島         |
| 伊豆食べる通信                      | 伊豆半島                       | 株式会社アーティスティックス      |
| 三陸食べる通信                      | 三陸沿岸部                     | NPO法人 アラマキ                  |
| そうま食べる通信                    | 福島県相双地区                 | 一般社団法人 そうま食べる通信     |
| えひめ食べる通信                    | 愛媛県                         | セキ 株式会社                     |
| ひろしま食べる通信                  | 広島県                         | 株式会社 中本本店                 |
| 高千穂食べる通信                    | 宮崎県高千穂郷                 | NPO法人 高千穂アカデミー          |
| たべあきない 食べる通信 from あきた | 秋田県                         | 株式会社Délectable                |
| さいき・あまべ食べる通信            | 大分県佐伯市                   | 株式会社 ベース                   |
| かごんま食べる通信                  | 鹿児島県                       | 株式会社 食未来                   |
| 滋賀食べる通信                      | 滋賀県                         | 市田恭子                          |
| ふくおか食べる通信                  | 福岡県                         | 梶原圭三                          |
| 極-KIWAMI-食べる通信 from 島根      | 島根県                         | 株式会社 ビズデザインプラス       |
| 大阪食べる通信                      | 大阪府                         | 株式会社 商報                     |
| あいち食べる通信                    | 愛知県                         | 株式会社 あいち食研               |
| 宮崎ひなた食べる通信                | 宮崎県日向市を中心とした4市9町 | 合同会社 TABERU                   |
| ながさき食べる通信                  | 長崎県                         | 森田優子                          |
| こうち食べる通信                    | 高知県                         | Ｏ－ＳＨＩＫＯＫＵ 合同会社       |

## テレビ番組
- 日経スペシャル カンブリア宮殿 地方の絶品と生産者の"物語"を伝える!唯一無二!食べ物付き情報誌の全貌（2019年2月14日、テレビ東京）- 出演：日本食べる通信リーグ 代表理事 高橋博之[4]。

## 書籍

### 関連書籍
- 『だから、ぼくは農家をスターにする 「食べる通信」の挑戦』（著者:高橋博之）（2015年6月1日、CCCメディアハウス）ISBN 4484152126
- 『都市と地方をかきまぜる 「食べる通信」の奇跡』（著者:高橋博之）（2016年8月1日、光文社）ISBN 4334039367
- 『人口減少社会の未来学』（編集:内田樹、著者:池田清彦 井上智洋 小田嶋隆 姜尚中 高橋博之 ほか全11名）（2018年4月1日、文藝春秋）ISBN 4163908323 - 21世紀末、日本の人口が約半数になる⁉　この大きな変化に対して私たちは何をなすべきか。十一人の識者による未来の処方箋。
- 『共感資本社会を生きる 共感が「お金」になる時代の新しい生き方』（著者:高橋博之 新井和宏）（2019年11月15日、ダイヤモンド社）ISBN 4478109338
- 『人と食材と東北と つくると食べるをつなぐ物語『東北食べる通信』より』（監修:高橋博之）（2021年5月6日、オレンジページ）ISBN 9784865934267